# Polydora neocardalia
Polydora neocardalia är en ringmaskart som beskrevs av Hartman 1961. Polydora neocardalia ingår i släktet Polydora och familjen Spionidae. Inga underarter finns listade i Catalogue of Life.